# هوراسيو اربين
هوراسيو اربين (بالإسبانية: Horacio Erpen)‏ هو لاعب كرة قدم أرجنتيني في مركز الوسط، ولد في 29 أغسطس 1981 في مدينة كونسبسيون ديل أوروغواي في الأرجنتين. لعب مع نادي أريتسو ونادي برو فيرتشيلي ونادي تريستينا ونادي ساسولو ونادي فينيزيا وناسيونال مونتيفيديو ويوفي ستابيا.

## وصلات خارجية
- هوراسيو اربين على موقع قاعدة بيانات كرة القدم.إي يو (الإنجليزية)
- هوراسيو اربين على موقع Soccerway.com (الإنجليزية)
- هوراسيو اربين على موقع عالم كرة القدم.نت (الإنجليزية)